# Val Travaglia

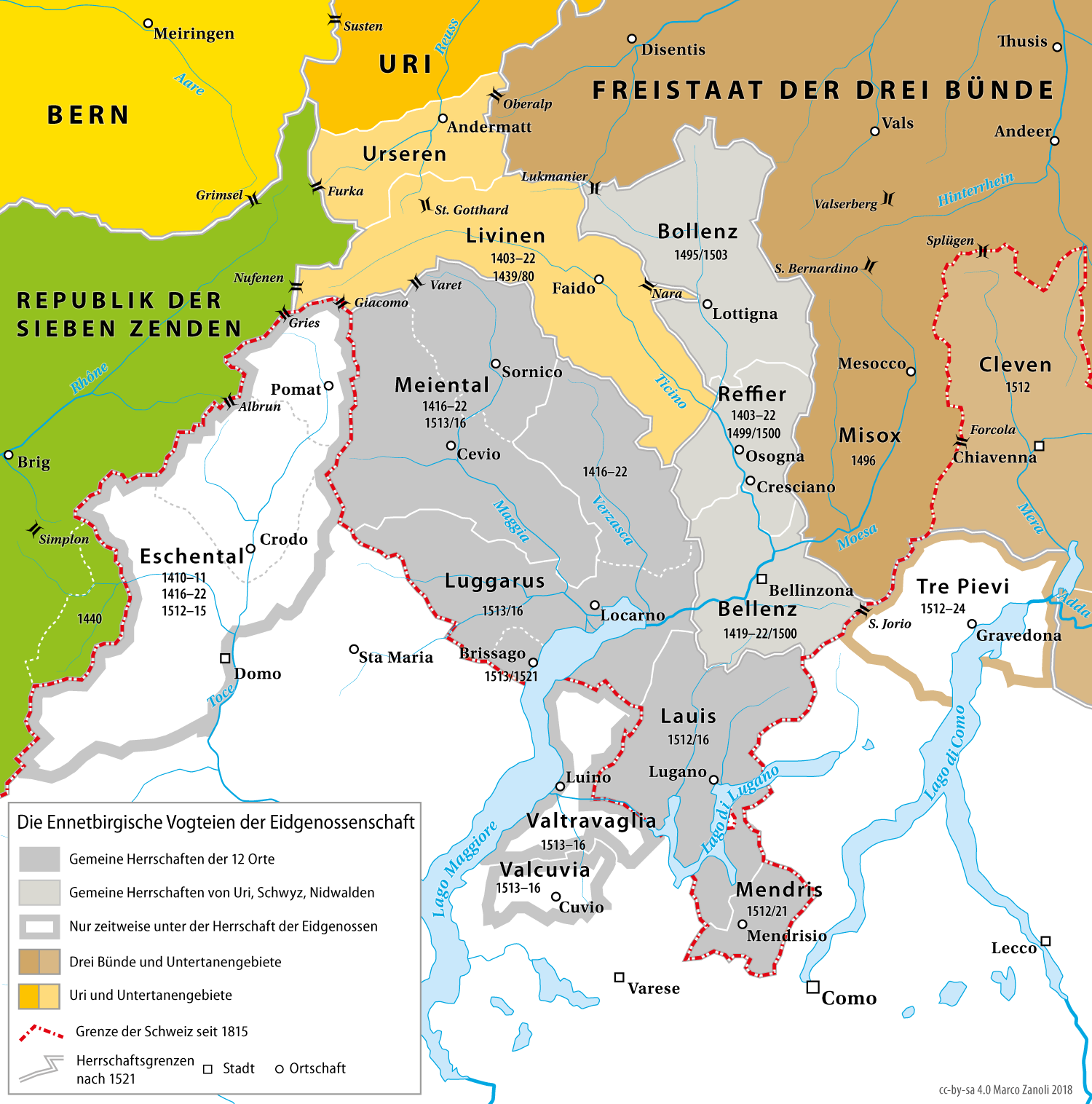
Karte der Ennetbirgischen Vogteien der Alten Eidgenossenschaft

Das Pieve di Val Travaglia vom 12. Jahrhundert bis 1797 eine der 65 Verwaltungseinheiten des Herzogtum Mailand. Zwischen 1513 und 1515 unterstand es zeitweilig als Gemeine Herrschaft der Alten Eidgenossenschaft. Der Begriff pieve, deutsch «Pfarrei», entstammt der kirchlichen Einteilung des (Erz-)Bistums Mailand und wurde im Herzogtum Mailand bis 1797 auch für die zivile Verwaltung übernommen. Das Pieve di Val Travaglia umfasste deshalb einige Gemeinden, die kirchlich zum Bistum Como gehörten und kirchlich der Pfarrei von Agno unterstanden.
- Agra
- Brezzo di Bedero
- Brissago
- Roggiano
- Brusimpiano
- Ardena (Bistum Como bzw. Pfarrei Agno)
- Viconago (Bistum Como bzw. Pfarrei Agno)
- Arbizio (Bistum Como bzw. Pfarrei Agno)
- Cremenaga (Bistum Como bzw. Pfarrei Agno)
- Cugliate (Bistum Como bzw. Pfarrei Agno)
- Fabiasco (Bistum Como bzw. Pfarrei Agno)
- Cunardo (Bistum Como bzw. Pfarrei Agno)
- Curiglia
- Monte Viasco
- Dumenza
- Runo
- Germignaga
- Grantola
- Lavena (Bistum Como bzw. Pfarrei Agno)
- Luino
- Voldomino
- Maccagno Superiore
- Campagnano (Lombardei)
- Garabiolo
- Musignano
- Marchirolo (Bistum Como bzw. Pfarrei Agno)
- Marzio (Bistum Como bzw. Pfarrei Agno)
- Mesenzana
- Montegrino
- Bosco
- Pino
- Porto
- Muceno
- Musadino
- Tronzano
- Castelveccana
- Veddasca
- Armio
- Biegno
- Cadero
- Lozzo

## Geschichte
Die Eidgenossen besetzten 1512 im Zuge der Mailänderkriege Luino und den Rest der Pieve di Val Travaglia im Zuge der Eroberung des Südtessins. Das Gebiet war damals ein Lehen der mailändischen Adelsfamilie Rusca. Das Gebiet wurde unter der Bezeichnung Luino oder Luvino zu einer Vogtei gemacht, wobei es weiterhin zwischen der Eidgenossenschaft und dem Herzogtum Mailand umstritten blieb. 1521 fiel Luino wieder an die Familie Rusca, gleichzeitig ging die Gemeinde Brissago definitiv an die Eidgenossen und wurde in die Vogtei Locarno integriert. 1526 fiel das Val Travaglia in einem Austausch gegen Mendrisio und Balerna zusammen mit dem benachbarten Pieve di Valcuvia wieder an Mailand. Den Eidgenossen blieb jedoch das Schiedsgericht zwischen den Grafen Rusca und den Einwohnern des Val Travaglia.